# Reykhólahreppur
Reykhólahreppur é um município da Islândia. Em 2021 tinha uma população estimada em 236 habitantes.